# II. Károly meghódítja Nápolyt
A II. Károly meghódítja Nápolyt című festmény az 1400-as években készült, valószínűleg Firenzében.

## Története
A temperával festett kép készítője ismeretlen. Az alkotás egy cassonét, a korabeli Itália gazdag háztartásaiban szokásos nagyméretű hozományládát díszített. A kiemelkedő részek aranyozottak.
A három festett panel Nápoly 1381-es elfoglalását ábrázolja. A láda jobb oldalán II. Károly magyar király és Braunschweigi Ottó tarantói herceg csapatai csapnak össze. A középső képen Ottó katonái, akik felismerhetők egyedi hajviseletükről, megadják magukat Károlynak, aki hímzett arany színű ruhát és koronát visel. Ottó narancs színű tunikában, kecskeszakállal tűnik fel. A harmadik, bal oldali panelen a győztesek nápolyi bevonulását örökítette meg a mester. A lobogókon, zászlószalagokon a csatázó felek jelvényei tűnnek fel. Károly valamennyi panelen látható.
A kép 49,2 × 128,9 centiméter hosszú. Az egyes panelek nagysága 40 × 38,1 centiméter, arannyal bevont díszítések kötik össze őket. A hozományládát díszítő festmény színhelyét és idejét a címerek, jelvények alapján azonosították be a 20. század első felében, korábban a művészettörténészek Salerno elestét, a nápolyi Castel Nuovo 1441-es elfoglalását vagy Taranto ostromát gondolták témájaként.
A lándzsákon lobogó szalagokon, zászlókon felismerhetők az árpádsávok és az Anjou-ház kék mezőben elhelyezett aranyliliomai, a pápai sereg jelképe, Szent Péter keresztbe rakott kulcsai vörös mezőben, valamint Károly címere: kék alapon aranyliliomok, vörös-ezüst szegéllyel és aranykeresztek ezüst mezőben. Látható a tarantói herceg jelvénye: arany oroszlánok vörös mezőben. Elképzelhető, hogy a ládát Károly fia, László nápolyi király rendelte meg apja győzelmének emlékére, vagy annak megünneplésére, hogy 1399-ben ő is elfoglalta Nápolyt, esetleg Lusignan Máriával kötött 1401-es házasságára szánta. Az esetleges megrendelő egy nápolyi érdekeltségekkel rendelkező firenzei úr is lehetett. Ami biztos, hogy Károly nem viselhette a magyar uralkodók jelvényeit I. Lajos magyar király halála, 1382. szeptember 10. előtt.
A festő kiléte ismeretlen, de a kutatók általános meggyőződése, hogy Firenzében tanulta mesterségét. A mesternek több hasonló alkotása is fennmaradt a városban. A Firenzéhez közeli Mensola Szent Márton-templomában fennmaradtak oltárfestményei, amelyek 1391-ben készültek. Everett Fahy amerikai művészettörténész úgy vélte, hogy a mester a firenzei festő, Francesco di Michele lehetett.